# Cô nàng bướng bỉnh
Cô nàng bướng bỉnh (tiếng Nga: Крепкий орешек) là một bộ phim hài hước của đạo diễn Teodor Vulfovich khai thác đề tài cuộc Chiến tranh Vệ quốc vĩ đại, ra mắt lần đầu năm 1967.

## Nội dung
Trở lại hậu tuyến vì trọng thương, anh chàng Trung úy Ivan "Khủng Khiếp" được bổ nhiệm chỉ huy một tiểu đội nữ binh. Trong số những cấp dưới của anh có Trung sĩ Oreshkina - một cô nàng ngỗ ngược và... lắm mồm, đã gây ra không ít phiền toái cho Ivan.
Một đêm nọ, họ được cử đi trinh sát trận địa bằng khinh khí cầu, nhưng không may cạn nhiên liệu, thế là Ivan và Oreshkina vô tình lọt vào hậu phương quân Đức...

## Diễn viên
- Nadezhda Rumyantsev... Trung sĩ Oreshkina
- Vitaly Solomin... Trung úy Ivan "Tàn bạo"
- Vladimir Lippart... Schepetilnikov
- V.Abramov... Đại úy
- Yu.Sorokin... Trùm mật vụ SS
- M.Levinton... đầu bếp
- Pavel Vinnik... bác sĩ
- L.Dranovskaya
- M.Suvorov
- L.Kalyuzhnaya
- M.Drozdovskaya
- D.Orlovsky
- G.Sovchis
- В.Kachin
- V.Komissarov
- G.Krasheninnikov
- V.Buyanovsky
- Yu.Leonids
- A.Golik
- Yu.Kireyev
- G.Mikhailov
- Ivan Kosykh
- V.Markin
- V.Protasenko
- Yu.Martynov